# Carmine Gori-Merosi
Carmine Gori-Merosi (Subiaco, 15 de fevereiro de 1810 – Roma, 15 de setembro de 1886) foi um cardeal italiano da Igreja Católica, secretário da Sagrada Congregação Consistorial e abade comendatário de Subiaco.

## Biografia
Filho de Giuseppe Gori, nobre de Subiaco, parente da família Giustiniani, por parte de mãe, e de Maria Benedetta Merosi, cujo sobrenome foi unido ao do marido e herdado pelos descendentes, fez seus estudos iniciais no Seminário abacial de Subiaco e foi para Roma para completar sua educação e obteve um doutorado do Pontifício Ateneu Romano Santo Apolinário.
Foi ordenado padre em 1832. Depois de muitos anos de trabalho pastoral, entrou na administração papal, em 1847, como suplente do sub-datário. Foi prelado do Supremo Tribunal da Assinatura Apostólica da Graça em 1857 e 1867. Em 1869, tornou-se sub-datário,  cargo que exerceu até 1881. Em 30 de março de 1882, foi nomeado como secretário da Sagrada Congregação Consistorial e do Sagrado Colégio dos Cardeais.
Foi criado cardeal pelo Papa Leão XIII, no Consistório de 10 de novembro de 1884, recebendo o barrete vermelho e o título de cardeal-diácono de Santa Maria dos Mártires em 13 de novembro do mesmo ano. Em 24 de novembro, foi nomeado como abade comendatário de Subiaco.
Morreu em 15 de setembro de 1886, após uma longa doença, em Roma. Foi velado na igreja de San Marco Evangelista al Campidoglio, em Roma, onde se realizou o funeral no dia 22 de novembro seguinte e foi sepultado, temporariamente, no cemitério Campo di Verano. Seus restos mortais foram transferidos para o cemitério de Subiaco e enterrados no túmulo de sua família em 12 de dezembro de 1887.